# Frederik Alves Ibsen
Frederik Alves Ibsen (Hvidovre, 8 novembre 1999) è un calciatore danese, difensore del Brøndby.

## Caratteristiche tecniche
È un difensore centrale.

## Carriera

### Club
Cresciuto nel settore giovanile del Silkeborg, debutta in prima squadra l'11 novembre 2018 in occasione dell'incontro di 1. Division perso 3-1 contro il Nykøbing. Il 2 gennaio 2021 si trasferisce a titolo definitivo agli inglesi del West Ham Utd.

### Nazionale
Nel 2021 viene convocato dalla nazionale under-21 per il campionato europeo di categoria.

## Statistiche
Statistiche aggiornate al 25 marzo 2021.

### Presenze e reti nei club
| Stagione        | Squadra         | Campionato      | Campionato | Campionato | Coppe nazionali | Coppe nazionali | Coppe nazionali | Coppe continentali | Coppe continentali | Coppe continentali | Altre coppe | Altre coppe | Altre coppe | Totale | Totale | Totale |
| Stagione        | Squadra         | Comp            | Pres       | Reti       | Comp            | Pres            | Reti            | Comp               | Pres               | Reti               | Comp        | Pres        | Reti        | Pres   | Reti   |        |
| --------------- | --------------- | --------------- | ---------- | ---------- | --------------- | --------------- | --------------- | ------------------ | ------------------ | ------------------ | ----------- | ----------- | ----------- | ------ | ------ | ------ |
| 2018-2019       | Silkeborg       | 1D              | 17         | 0          | CD              | 0               | 0               |                    | -                  | -                  |             | -           | -           | 17     | 0      |        |
| 2019-2020       | Silkeborg       | SL              | 22         | 0          | CD              | 1               | 0               |                    | -                  | -                  |             | -           | -           | 23     | 0      |        |
| 2020-gen. 2021  | Silkeborg       | 1D              | 8          | 0          | CD              | 0               | 0               |                    | -                  | -                  |             | -           | -           | 8      | 0      |        |
| gen.-giu. 2021  | West Ham Utd    | PL              | 0          | 0          | FACup+CdL       | 0               | 0               |                    | -                  | -                  |             | -           | -           | 0      | 0      |        |
| Totale carriera | Totale carriera | Totale carriera | 46         | 0          |                 | 1               | 0               |                    | -                  | -                  |             | -           | -           | 47     | 0      |        |